# エチレフリン
エチレフリン（Etilefrine）は、昇圧剤として使用される強心薬である。3-ヒドロキシ-フェニルエタノールアミン系の交感神経刺激アミンであり、神経系、心血管系、内分泌系、代謝系の起立性低血圧の治療に用いられる。静注すると心拍出量、一回拍出量、静脈還流量、血圧が増加するため、αおよびβアドレナリン受容体双方を刺激することが示唆されている。またin vitro 研究では、アドレナリンβ2受容体よりもβ1受容体（心臓）に対する親和性が遥かに高い事が示されている。商品名はエホチール。

## 効能・効果
錠剤
本態性低血圧、症候性低血圧、起立性低血圧、網膜動脈の血行障害
注射剤
起立性低血圧、各種疾患もしくは状態に伴う急性低血圧またはショック時の補助治療

## 副作用
錠剤、注射剤共に、重大な副作用は設定されていない。
主な副作用は心悸亢進、口渇、悪心、頭痛等である。

## 作用
静脈内投与すると心拍数、心拍出量、一回拍出量、中心静脈圧、平均動脈圧が増加する。投与量が1-8mgまでの間は末梢血管抵抗が低下するが、それ以上では上昇し始める。プロプラノロール2.5mg静注後に点滴すると心拍数、心拍出量、容積、末梢血流量が著しく低下し、平均動脈圧が上昇する。以上の結果はβ1およびα1アドレナリン作用を有することを示唆している。

## 参考資料
1. ↑  “[On the circulatory action of depot-Effortil in patients with hypotonic regulation circulator disorders]” (German). Die Medizinische Welt 32:  1824–7. (August 1965). PMID 5320529.
2. ↑  “Comparative effects of acetylcholine, butyl-nor-synephrine (Vasculat), noradrenaline, and ethyl-adrainol (Effonti) on resistance, capacitance, and precapillary sphincter vessels and capillary filtration in cat skeletal muscle”. Angiologica 3 (2):  77–99. (1966). doi:10.1159/000157650. PMID 4380206.
3. ↑  “Positive inotrope Wirkung von Etilefrinhydrochlorid (EffortilR)”. Kardiol 586:  1. (1973).
4. ↑  “Experimentelle Untersuchungen zur Beeinflussung der Hämodynamik in tiefer Halothannarkose durch Dopamin, Glucagon, Effortil, Noradrenalin und Dextran”. Anaesthesist 22:  8–15. (1973).
5. ↑  “Algunos effectos circulatorios de la m− oxifenil etanol etilmaina y sus modificaciones por el bloqueo α y β adrenergico.”. Arch. Inst. Cardiol. (Mexico) 43:  279–287. (1973).
6. ↑  “A comparison of the effects of noradrenaline, adrenaline and some phenylephrine derivatives on alpha-, beta- and beta- adrenergic receptors”. South African Medical Journal = Suid-Afrikaanse Tydskrif vir Geneeskunde 45 (10):  265–7. (March 1971). PMID 4396765.
7. ↑  “医療用医薬品 : エホチール (エホチール注10mg)”. www.kegg.jp. 2024年7月6日閲覧。
8. ↑  “エホチール錠5mg 添付文書”. www.info.pmda.go.jp. 2021年12月8日閲覧。
9. ↑  “エホチール注10mg 添付文書”. www.info.pmda.go.jp. 2021年12月8日閲覧。